# La Lorraine (Schiff)
Die La Lorraine war ein 1900 in Dienst gestellter Transatlantik-Passagierdampfer der französischen Reederei Compagnie Générale Transatlantique (CGT). Sie und ihr Schwesterschiff La Savoie waren die ersten Schiffe der CGT mit einem Rauminhalt von über 10.000 Bruttoregistertonnen und die größten Schiffe unter französischer Flagge in den ersten Jahren des 20. Jahrhunderts.

## Geschichte
Das Dampfschiff La Lorraine wurde auf der Werft Chantiers & Ateliers de Penhoët in Saint-Nazaire gebaut und lief am 20. September 1899 vom Stapel. Das 171,63 Meter lange und 18,29 Meter breite Schiff wurde von vierzylindrigen Dreifachexpansions-Dampfmaschinen angetrieben, die 22.000 PS leisteten und eine Höchstgeschwindigkeit von 21,5 Knoten ermöglichten. Die vorgesehene durchschnittliche Reisegeschwindigkeit lag aber bei 20 Knoten. Der Dampfer konnte 446 Passagiere in der Ersten Klasse, 116 in der Zweiten und 552 in der Dritten Klasse befördern. 
Die La Lorraine hatte ein blaugleiches Schwesterschiff, die La Savoie (ebenfalls 11.168 BRT), die ein halbes Jahr nach ihr bei derselben Werft vom Stapel lief. Die beiden Schiffe hatten zwei Masten, zwei rot-schwarze Schornsteine und zwei Propeller und waren die ersten Überseedampfer der CGT-Flotte mit einer Tonnage von über 10.000 BRT. Sie wurden an Größe erst von der 1906 in Dienst gestellten La Provence (13.752 BRT) übertroffen. Die beiden schnellen und luxuriösen Ozeandampfer wurden für die Beförderung von Passagieren und Post von Le Havre über den Nordatlantik nach New York gebaut.
Am 11. August 1900 lief die La Lorraine zu ihrer Jungfernfahrt nach New York aus. Im März 1905 wurde sie mit drahtloser Funktechnik ausgerüstet. Am 17. Juli 1909 weihte der französische Staatspräsident Armand Fallières im Hafen von Le Havre einen neuen Landungssteg ein. Die La Lorraine war das erste Schiff, das von diesem Kai ablegte.

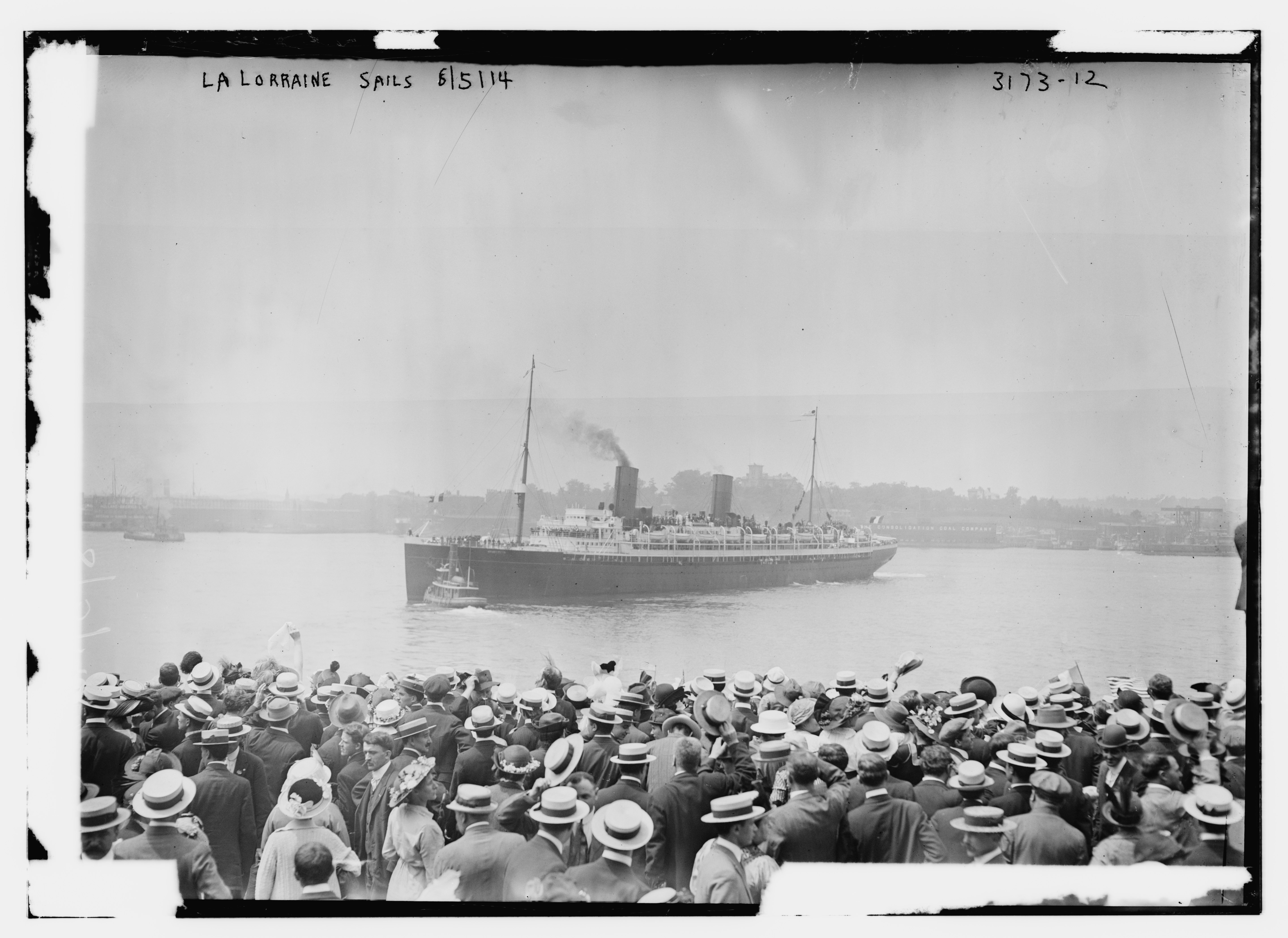
Abfahrt der La Lorraine im August 1914.

Am 25. Juli 1914 legte sie zu ihrer letzten zivilen Fahrt auf der Nordatlantikroute aus. Am 12. August 1914 wurde das Schiff als Hilfskreuzer in den Dienst der französischen Marine gestellt und bekam den neuen Namen Lorraine II. In den folgenden Kriegsjahren patrouillierte sie unter dem Kommando von Ernest Louis Antoine Maurras zwischen Italien und Tunesien und ab 1915 auch in der Adria. Anfang des Jahres 1916 beteiligten sich die La Lorraine und die La Savoie am Transport von insgesamt 46.000 serbischen Soldaten von Korfu nach Thessaloniki. 1917 wurde sie in einen Truppentransporter umgewandelt. Am 25. September 1917 wurde das Schiff aus der Marine ausgemustert und erhielt seinen ursprünglichen Namen zurück. Im November 1917 brachte die La Lorraine General Joseph Joffre und den Politiker René Viviani für Friedensgespräche nach New York.

Gladys Cromwell in Souilly (Frankreich), 13. Oktober 1918.

Am 19. Januar 1919 begingen die 33-jährige US-amerikanische Poetin Gladys Cromwell und ihre Zwillingsschwester Dorothea, die durch ihre Tätigkeit als Rot-Kreuz-Krankenschwestern während des Ersten Weltkriegs in Frankreich traumatisiert waren, Selbstmord, indem beide Frauen vom Deck der La Lorraine ins Meer sprangen. Ihre Leichen wurden drei Monate später geborgen und in Frankreich beigesetzt. 
Von Mai 1918 bis Januar 1919 verkehrte die La Loraine zwischen Bordeaux und New York, bis sie am 22. Februar 1919 erstmals wieder auf der Strecke Le Havre–New York auslief. Im Mai 1922 wurden die Passagierunterkünfte so modifiziert, dass es fortan nur noch die Kabinenklasse und die Dritte Klasse gab. Am 1. Oktober 1922 lief die La Lorraine in Le Havre zu ihrer letzten Atlantiküberquerung nach New York aus. Im Dezember 1922 wurde der ehemalige Stolz der CGT in Penhoët bei Saint-Nazaire verschrottet.